# Grover Furr
Grover Carr Furr (Washington, 1944. április 3. –) amerikai egyetemi professzor a Montclairi Állami Egyetemen, ahol főként középkori angol irodalmat tanít, s emellett a Szovjetunió történetét is kutatja. Közismertté leginkább a Sztálin bűneit tagadó, a mainstream történelmi felfogást alapjaiban megkérdőjelező könyveivel vált.

## Életrajz
Grover Furr a montréali McGill Egyetemen 1965-ben szerzett BA-oklevelet angol nyelvből és irodalomból. Összehasonlító irodalomtudományból 1978-ban doktorált a Princetoni Egyetemen. 1970 óta a Montclairi Állami Egyetem oktatója, ahol főként középkori angol irodalomra és a Szovjetunió történelmére specializálódott.

## Szakmai pályafutása
Irodalomtörténeti kutatásai után Grover Furr érdeklődése a '80-as évektől fordult a szovjet és a kelet-európai történelem felé. Első kelet-európai témájú cikke 1982-ben, első jelentősebb, szovjet történelemmel foglalkozó cikke 1986-ban jelent meg.
„Grover Furr (...) szerint Sztálinról alkotott képünk az antikommunisták, a trockisták és a revizionista ideológusok által szőtt „hazugságokra” épül. A sztálini korszak szovjet történelme hamisítások és rágalmak tárgya, s ezek az utóbbi években megnyílt egykori szovjet archívumokban található dokumentumok alapos vizsgálata után egyértelműen cáfolhatók. A Sztálint illető vádak alaptalanok, a sztálini bűnök kitalációk. Nem jelenti ez azt, hogy a sztálini korszakban ne követtek el volna súlyos bűncselekményeket, azonban ezekben Sztálin ártatlan, a bűnök a rendszer (Sztálin) ellenségeinek lelkén száradnak, illetve sok esetben meg sem történtek, vagy jelentősen eltúlzottak.”
Grover Furr a '90-es évektől levéltári forrásokra, szovjet, orosz, lengyel, ukrán és amerikai tudományos művekre hivatkozva számos „botránykönyvvel” és cikkel támadta a hivatalos Sztálin-képet.
Furr elemezte Sztálin elbukott demokratizálási kísérletét; tagadja Sztálin antiszemitizmusát; úgy véli, hogy az ukrajnai éhezést örökölt tényezők generálták, s a szovjet hatóságok elkeseredett küzdelmet folytattak az éhezés felszámolásáért; Katynban nem a szovjetek lőtték le a lengyel tiszteket; Kirov haláláért Sztálin nem felelős; a moszkvai perek nem voltak koncepciósak; a szovjet vezérkar és az NKVD vezetése 1938 előtt összejátszott a németekkel és a japánokkal; a nagy terrorért Sztálin egyáltalán nem felelős; az 1939-es lengyelországi szovjet bevonulás nem volt megszállás, s a Szovjetunió és Németország átmenetileg sem voltak szövetségesek.
Furr szerint Sztálin kritikusai Hruscsovtól Snyderig politikai okokból meghamisították a történelmet.
Grover Furr angol és orosz nyelvű műveinek és azok különböző nyelveken megjelenő fordításainak listája és elérhetőségei folyamatosan frissülnek a szerző egyetemi honlapján.
David Horowitz, amerikai ultrakonzervatív szerző amerikai baloldali professzorok ellen uszító könyvében Grover Furr is szerepel a 101 legveszélyesebb amerikai professzor listáján. A Donald Trump elnöksége mellett kiálló Turning Point USA jobboldali szervezet liberális és baloldali egyetemi professzorokat támadó Professor Watchlist listájára is felkerült.
Bár műveit számos bírálat és támadás éri, egyes kérdésekben véleménye nem teljesen marginális. Az ukrajnai éhezésben képviselt álláspontja – tehát az éhezést elsősorban nem az elhibázott szovjet politika, hanem az időjárás, az örökölt, elmaradott viszonyok és a gazdag paraszti rétegek magatartása okozta, ill. a szovjet hatóságok drámai küzdelmet folytattak az éhezés ellen – pl. Mark Taugernek, a kérdés egyik legelismertebb kutatójának eredményeit tükrözi.

## Fordítás
- Ez a szócikk részben vagy egészben  a   Grover Furr című angol Wikipédia-szócikk ezen változatának fordításán alapul.  Az eredeti cikk szerkesztőit annak laptörténete sorolja fel. Ez a jelzés csupán a megfogalmazás eredetét és a szerzői jogokat jelzi, nem szolgál a cikkben szereplő információk forrásmegjelöléseként.